# Světový pohár v biatlonu
Světový pohár v biatlonu je každoročně pořádaný vrcholný okruh závodů v biatlonu. Mužská část byla založena v sezóně 1977/78 a ženská se k ní připojila od sezóny 1982/83. Organizátorem poháru je Mezinárodní biatlonová unie (IBU). Držiteli rekordního počtu celkových výher jsou mezi muži s počtem sedmi titulů Francouz Martin Fourcade a mezi ženami s počtem šesti výher Švédka Magdalena Forsbergová.

## Charakteristika
Každoročně je v rámci světového poháru pořádáno devět až deset akcí (podniků). První z nich se uskutečňuje v listopadu či prosinci a poslední probíhá v březnu. Závody se konají téměř každý víkend; jednotlivé soutěže však mohou probíhat již od středy nebo čtvrtka. Sezóna tak stejně jako u dalších zimních sportů zasahuje do dvou kalendářních let. Ženská sezóna 1986/87 nesla název Evropský pohár, ačkoli účast v něm nebyla teritoriálně omezena pouze na evropské biatlonistky.
Během každého podniku se běží tři mužské soutěže a stejný počet ženských; někdy k nim přibudou i smíšené štafety. Disciplíny konkrétního závodu jsou předem známy podle stanoveného harmonogramu. Soutěže mužských a ženských štafet se běhají čtyřikrát až šestkrát během jednoho sezónního cyklu, soutěže smíšených štafet jedenkrát až dvakrát. Dějišti konání jednotlivých podniků jsou až na výjimky evropská biatlonová sportoviště.
Vrcholné biatlonového akce – mistrovství světa a zimní olympijské hry – byly dříve řazeny do kalendáře světového poháru a body zde získané se závodníkům připočítávaly do celkové klasifikace sezony. Olympijské hry se od roku 2014 nezapočítávají vzhledem k menšímu množství sportovců, kteří v nich mohou za každou zemi startovat. Z obdobného důvodu se od roku 2023 nezapočítávají mistrovství světa.
Nejlepší biatlonisté v mužské a ženské kategorii, kteří nasbírají nejvyšší počet bodů v celkové klasifikaci sezóny, získávají velký křišťálový glóbus pro vítěze ročníku. Vítězové jednotlivých disciplín jsou pak oceněni malými křišťálovými glóby.

## Bodová klasifikace
Bodová klasifikace od sezóny 2024/2025:
| Bodování závodů ve sprintu, stíhacích závodů, vytrvalostních závodů, štafet a smíšených štafet | Bodování závodů ve sprintu, stíhacích závodů, vytrvalostních závodů, štafet a smíšených štafet | Bodování závodů ve sprintu, stíhacích závodů, vytrvalostních závodů, štafet a smíšených štafet | Bodování závodů ve sprintu, stíhacích závodů, vytrvalostních závodů, štafet a smíšených štafet | Bodování závodů ve sprintu, stíhacích závodů, vytrvalostních závodů, štafet a smíšených štafet | Bodování závodů ve sprintu, stíhacích závodů, vytrvalostních závodů, štafet a smíšených štafet | Bodování závodů ve sprintu, stíhacích závodů, vytrvalostních závodů, štafet a smíšených štafet | Bodování závodů ve sprintu, stíhacích závodů, vytrvalostních závodů, štafet a smíšených štafet | Bodování závodů ve sprintu, stíhacích závodů, vytrvalostních závodů, štafet a smíšených štafet | Bodování závodů ve sprintu, stíhacích závodů, vytrvalostních závodů, štafet a smíšených štafet | Bodování závodů ve sprintu, stíhacích závodů, vytrvalostních závodů, štafet a smíšených štafet | Bodování závodů ve sprintu, stíhacích závodů, vytrvalostních závodů, štafet a smíšených štafet | Bodování závodů ve sprintu, stíhacích závodů, vytrvalostních závodů, štafet a smíšených štafet | Bodování závodů ve sprintu, stíhacích závodů, vytrvalostních závodů, štafet a smíšených štafet | Bodování závodů ve sprintu, stíhacích závodů, vytrvalostních závodů, štafet a smíšených štafet | Bodování závodů ve sprintu, stíhacích závodů, vytrvalostních závodů, štafet a smíšených štafet | Bodování závodů ve sprintu, stíhacích závodů, vytrvalostních závodů, štafet a smíšených štafet | Bodování závodů ve sprintu, stíhacích závodů, vytrvalostních závodů, štafet a smíšených štafet | Bodování závodů ve sprintu, stíhacích závodů, vytrvalostních závodů, štafet a smíšených štafet | Bodování závodů ve sprintu, stíhacích závodů, vytrvalostních závodů, štafet a smíšených štafet | Bodování závodů ve sprintu, stíhacích závodů, vytrvalostních závodů, štafet a smíšených štafet | Bodování závodů ve sprintu, stíhacích závodů, vytrvalostních závodů, štafet a smíšených štafet | Bodování závodů ve sprintu, stíhacích závodů, vytrvalostních závodů, štafet a smíšených štafet | Bodování závodů ve sprintu, stíhacích závodů, vytrvalostních závodů, štafet a smíšených štafet | Bodování závodů ve sprintu, stíhacích závodů, vytrvalostních závodů, štafet a smíšených štafet | Bodování závodů ve sprintu, stíhacích závodů, vytrvalostních závodů, štafet a smíšených štafet | Bodování závodů ve sprintu, stíhacích závodů, vytrvalostních závodů, štafet a smíšených štafet | Bodování závodů ve sprintu, stíhacích závodů, vytrvalostních závodů, štafet a smíšených štafet | Bodování závodů ve sprintu, stíhacích závodů, vytrvalostních závodů, štafet a smíšených štafet | Bodování závodů ve sprintu, stíhacích závodů, vytrvalostních závodů, štafet a smíšených štafet | Bodování závodů ve sprintu, stíhacích závodů, vytrvalostních závodů, štafet a smíšených štafet | Bodování závodů ve sprintu, stíhacích závodů, vytrvalostních závodů, štafet a smíšených štafet | Bodování závodů ve sprintu, stíhacích závodů, vytrvalostních závodů, štafet a smíšených štafet | Bodování závodů ve sprintu, stíhacích závodů, vytrvalostních závodů, štafet a smíšených štafet | Bodování závodů ve sprintu, stíhacích závodů, vytrvalostních závodů, štafet a smíšených štafet | Bodování závodů ve sprintu, stíhacích závodů, vytrvalostních závodů, štafet a smíšených štafet | Bodování závodů ve sprintu, stíhacích závodů, vytrvalostních závodů, štafet a smíšených štafet | Bodování závodů ve sprintu, stíhacích závodů, vytrvalostních závodů, štafet a smíšených štafet | Bodování závodů ve sprintu, stíhacích závodů, vytrvalostních závodů, štafet a smíšených štafet | Bodování závodů ve sprintu, stíhacích závodů, vytrvalostních závodů, štafet a smíšených štafet | Bodování závodů ve sprintu, stíhacích závodů, vytrvalostních závodů, štafet a smíšených štafet |
| ---------------------------------------------------------------------------------------------- | ---------------------------------------------------------------------------------------------- | ---------------------------------------------------------------------------------------------- | ---------------------------------------------------------------------------------------------- | ---------------------------------------------------------------------------------------------- | ---------------------------------------------------------------------------------------------- | ---------------------------------------------------------------------------------------------- | ---------------------------------------------------------------------------------------------- | ---------------------------------------------------------------------------------------------- | ---------------------------------------------------------------------------------------------- | ---------------------------------------------------------------------------------------------- | ---------------------------------------------------------------------------------------------- | ---------------------------------------------------------------------------------------------- | ---------------------------------------------------------------------------------------------- | ---------------------------------------------------------------------------------------------- | ---------------------------------------------------------------------------------------------- | ---------------------------------------------------------------------------------------------- | ---------------------------------------------------------------------------------------------- | ---------------------------------------------------------------------------------------------- | ---------------------------------------------------------------------------------------------- | ---------------------------------------------------------------------------------------------- | ---------------------------------------------------------------------------------------------- | ---------------------------------------------------------------------------------------------- | ---------------------------------------------------------------------------------------------- | ---------------------------------------------------------------------------------------------- | ---------------------------------------------------------------------------------------------- | ---------------------------------------------------------------------------------------------- | ---------------------------------------------------------------------------------------------- | ---------------------------------------------------------------------------------------------- | ---------------------------------------------------------------------------------------------- | ---------------------------------------------------------------------------------------------- | ---------------------------------------------------------------------------------------------- | ---------------------------------------------------------------------------------------------- | ---------------------------------------------------------------------------------------------- | ---------------------------------------------------------------------------------------------- | ---------------------------------------------------------------------------------------------- | ---------------------------------------------------------------------------------------------- | ---------------------------------------------------------------------------------------------- | ---------------------------------------------------------------------------------------------- | ---------------------------------------------------------------------------------------------- | ---------------------------------------------------------------------------------------------- |
| Pořadí                                                                                         | 1.                                                                                             | 2.                                                                                             | 3.                                                                                             | 4.                                                                                             | 5.                                                                                             | 6.                                                                                             | 7.                                                                                             | 8.                                                                                             | 9.                                                                                             | 10.                                                                                            | 11.                                                                                            | 12.                                                                                            | 13.                                                                                            | 14.                                                                                            | 15.                                                                                            | 16.                                                                                            | 17.                                                                                            | 18.                                                                                            | 19.                                                                                            | 20.                                                                                            | 21.                                                                                            | 22.                                                                                            | 23.                                                                                            | 24.                                                                                            | 25.                                                                                            | 26.                                                                                            | 27.                                                                                            | 28.                                                                                            | 29.                                                                                            | 30.                                                                                            | 31.                                                                                            | 32.                                                                                            | 33.                                                                                            | 34.                                                                                            | 35.                                                                                            | 36.                                                                                            | 37.                                                                                            | 38.                                                                                            | 39.                                                                                            | 40.                                                                                            |
| Body                                                                                           | 90                                                                                             | 75                                                                                             | 65                                                                                             | 55                                                                                             | 50                                                                                             | 45                                                                                             | 41                                                                                             | 37                                                                                             | 34                                                                                             | 31                                                                                             | 30                                                                                             | 29                                                                                             | 28                                                                                             | 27                                                                                             | 26                                                                                             | 25                                                                                             | 24                                                                                             | 23                                                                                             | 22                                                                                             | 21                                                                                             | 20                                                                                             | 19                                                                                             | 18                                                                                             | 17                                                                                             | 16                                                                                             | 15                                                                                             | 14                                                                                             | 13                                                                                             | 12                                                                                             | 11                                                                                             | 10                                                                                             | 9                                                                                              | 8                                                                                              | 7                                                                                              | 6                                                                                              | 5                                                                                              | 4                                                                                              | 3                                                                                              | 2                                                                                              | 1                                                                                              |

| Pořadí | 1. | 2. | 3. | 4. | 5. | 6. | 7. | 8. | 9. | 10. | 11. | 12. | 13. | 14. | 15. | 16. | 17. | 18. | 19. | 20. | 21. | 22. | 23. | 24. | 25. | 26. | 27. | 28. | 29. | 30. |
| Body   | 90 | 75 | 65 | 55 | 50 | 45 | 41 | 37 | 34 | 31  | 30  | 29  | 28  | 27  | 26  | 25  | 24  | 23  | 22  | 21  | 20  | 18  | 16  | 14  | 12  | 10  | 8   | 6   | 4   | 2   |

### Historická bodová klasifikace
Bodování závodů se v minulosti několikrát měnilo.
| Bodová klasifikace všech závodů do sezóny 2000/2001 | Bodová klasifikace všech závodů do sezóny 2000/2001 | Bodová klasifikace všech závodů do sezóny 2000/2001 | Bodová klasifikace všech závodů do sezóny 2000/2001 | Bodová klasifikace všech závodů do sezóny 2000/2001 | Bodová klasifikace všech závodů do sezóny 2000/2001 | Bodová klasifikace všech závodů do sezóny 2000/2001 | Bodová klasifikace všech závodů do sezóny 2000/2001 | Bodová klasifikace všech závodů do sezóny 2000/2001 | Bodová klasifikace všech závodů do sezóny 2000/2001 | Bodová klasifikace všech závodů do sezóny 2000/2001 | Bodová klasifikace všech závodů do sezóny 2000/2001 | Bodová klasifikace všech závodů do sezóny 2000/2001 | Bodová klasifikace všech závodů do sezóny 2000/2001 | Bodová klasifikace všech závodů do sezóny 2000/2001 | Bodová klasifikace všech závodů do sezóny 2000/2001 | Bodová klasifikace všech závodů do sezóny 2000/2001 | Bodová klasifikace všech závodů do sezóny 2000/2001 | Bodová klasifikace všech závodů do sezóny 2000/2001 | Bodová klasifikace všech závodů do sezóny 2000/2001 | Bodová klasifikace všech závodů do sezóny 2000/2001 | Bodová klasifikace všech závodů do sezóny 2000/2001 | Bodová klasifikace všech závodů do sezóny 2000/2001 | Bodová klasifikace všech závodů do sezóny 2000/2001 | Bodová klasifikace všech závodů do sezóny 2000/2001 | Bodová klasifikace všech závodů do sezóny 2000/2001 | Bodová klasifikace všech závodů do sezóny 2000/2001 | Bodová klasifikace všech závodů do sezóny 2000/2001 | Bodová klasifikace všech závodů do sezóny 2000/2001 | Bodová klasifikace všech závodů do sezóny 2000/2001 | Bodová klasifikace všech závodů do sezóny 2000/2001 | Bodová klasifikace všech závodů do sezóny 2000/2001 | Bodová klasifikace všech závodů do sezóny 2000/2001 |
| --------------------------------------------------- | --------------------------------------------------- | --------------------------------------------------- | --------------------------------------------------- | --------------------------------------------------- | --------------------------------------------------- | --------------------------------------------------- | --------------------------------------------------- | --------------------------------------------------- | --------------------------------------------------- | --------------------------------------------------- | --------------------------------------------------- | --------------------------------------------------- | --------------------------------------------------- | --------------------------------------------------- | --------------------------------------------------- | --------------------------------------------------- | --------------------------------------------------- | --------------------------------------------------- | --------------------------------------------------- | --------------------------------------------------- | --------------------------------------------------- | --------------------------------------------------- | --------------------------------------------------- | --------------------------------------------------- | --------------------------------------------------- | --------------------------------------------------- | --------------------------------------------------- | --------------------------------------------------- | --------------------------------------------------- | --------------------------------------------------- | --------------------------------------------------- | --------------------------------------------------- |
| Pořadí                                              | 1.                                                  | 2.                                                  | 3.                                                  | 4.                                                  | 5.                                                  | 6.                                                  | 7.                                                  | 8.                                                  | 9.                                                  | 10.                                                 | 11.                                                 | 12.                                                 | 13.                                                 | 14.                                                 | 15.                                                 | 16.                                                 | 17.                                                 | 18.                                                 | 19.                                                 | 20.                                                 | 21.                                                 | 22.                                                 | 23.                                                 | 24.                                                 | 25.                                                 |                                                     |                                                     |                                                     |                                                     |                                                     |                                                     |                                                     |
| Body                                                | 30                                                  | 26                                                  | 24                                                  | 22                                                  | 21                                                  | 20                                                  | 19                                                  | 18                                                  | 17                                                  | 16                                                  | 15                                                  | 14                                                  | 13                                                  | 12                                                  | 11                                                  | 10                                                  | 9                                                   | 8                                                   | 7                                                   | 6                                                   | 5                                                   | 4                                                   | 3                                                   | 2                                                   | 1                                                   |                                                     |                                                     |                                                     |                                                     |                                                     |                                                     |                                                     |

| Pořadí | 1. | 2. | 3. | 4. | 5. | 6. | 7. | 8. | 9. | 10. | 11. | 12. | 13. | 14. | 15. | 16. | 17. | 18. | 19. | 20. | 21. | 22. | 23. | 24. | 25. | 26. | 27. | 28. | 29. | 30. |
| Body   | 50 | 46 | 43 | 40 | 37 | 34 | 32 | 30 | 28 | 26  | 24  | 22  | 20  | 18  | 16  | 15  | 14  | 13  | 12  | 11  | 10  | 9   | 8   | 7   | 6   | 5   | 4   | 3   | 2   | 1   |

| Pořadí                                                                | 1. | 2. | 3. | 4. | 5. | 6. | 7. | 8. | 9. | 10. | 11. | 12. | 13. | 14. | 15. | 16. | 17. | 18. | 19. | 20. | 21. | 22. | 23. | 24. | 25. | 26. | 27. | 28. | 29. | 30. | ... | 40. |
| Body                                                                  | 60 | 54 | 48 | 43 | 40 | 38 | 36 | 34 | 32 | 31  | 30  | 29  | 28  | 27  | 26  | 25  | 24  | 23  | 22  | 21  | 20  | 19  | 18  | 17  | 16  | 15  | 14  | 13  | 12  | 11  | ... | 1   |
| Bodování závodů s hromadným startem v sezónách 2008/2009 až 2021/2022 |    |    |    |    |    |    |    |    |    |     |     |     |     |     |     |     |     |     |     |     |     |     |     |     |     |     |     |     |     |     |     |     |
| Pořadí                                                                | 1. | 2. | 3. | 4. | 5. | 6. | 7. | 8. | 9. | 10. | 11. | 12. | 13. | 14. | 15. | 16. | 17. | 18. | 19. | 20. | 21. | 22. | 23. | 24. | 25. | 26. | 27. | 28. | 29. | 30. |     |     |
| Body                                                                  | 60 | 54 | 48 | 43 | 40 | 38 | 36 | 34 | 32 | 31  | 30  | 29  | 28  | 27  | 26  | 25  | 24  | 23  | 22  | 21  | 20  | 18  | 16  | 14  | 12  | 10  | 8   | 6   | 4   | 2   |     |     |

| Bodování závodů ve sprintu, stíhacích závodů, vytrvalostních závodů, štafet a smíšených štafet v sezónách 2022/2023 a 2023/2024 | Bodování závodů ve sprintu, stíhacích závodů, vytrvalostních závodů, štafet a smíšených štafet v sezónách 2022/2023 a 2023/2024 | Bodování závodů ve sprintu, stíhacích závodů, vytrvalostních závodů, štafet a smíšených štafet v sezónách 2022/2023 a 2023/2024 | Bodování závodů ve sprintu, stíhacích závodů, vytrvalostních závodů, štafet a smíšených štafet v sezónách 2022/2023 a 2023/2024 | Bodování závodů ve sprintu, stíhacích závodů, vytrvalostních závodů, štafet a smíšených štafet v sezónách 2022/2023 a 2023/2024 | Bodování závodů ve sprintu, stíhacích závodů, vytrvalostních závodů, štafet a smíšených štafet v sezónách 2022/2023 a 2023/2024 | Bodování závodů ve sprintu, stíhacích závodů, vytrvalostních závodů, štafet a smíšených štafet v sezónách 2022/2023 a 2023/2024 | Bodování závodů ve sprintu, stíhacích závodů, vytrvalostních závodů, štafet a smíšených štafet v sezónách 2022/2023 a 2023/2024 | Bodování závodů ve sprintu, stíhacích závodů, vytrvalostních závodů, štafet a smíšených štafet v sezónách 2022/2023 a 2023/2024 | Bodování závodů ve sprintu, stíhacích závodů, vytrvalostních závodů, štafet a smíšených štafet v sezónách 2022/2023 a 2023/2024 | Bodování závodů ve sprintu, stíhacích závodů, vytrvalostních závodů, štafet a smíšených štafet v sezónách 2022/2023 a 2023/2024 | Bodování závodů ve sprintu, stíhacích závodů, vytrvalostních závodů, štafet a smíšených štafet v sezónách 2022/2023 a 2023/2024 | Bodování závodů ve sprintu, stíhacích závodů, vytrvalostních závodů, štafet a smíšených štafet v sezónách 2022/2023 a 2023/2024 | Bodování závodů ve sprintu, stíhacích závodů, vytrvalostních závodů, štafet a smíšených štafet v sezónách 2022/2023 a 2023/2024 | Bodování závodů ve sprintu, stíhacích závodů, vytrvalostních závodů, štafet a smíšených štafet v sezónách 2022/2023 a 2023/2024 | Bodování závodů ve sprintu, stíhacích závodů, vytrvalostních závodů, štafet a smíšených štafet v sezónách 2022/2023 a 2023/2024 | Bodování závodů ve sprintu, stíhacích závodů, vytrvalostních závodů, štafet a smíšených štafet v sezónách 2022/2023 a 2023/2024 | Bodování závodů ve sprintu, stíhacích závodů, vytrvalostních závodů, štafet a smíšených štafet v sezónách 2022/2023 a 2023/2024 | Bodování závodů ve sprintu, stíhacích závodů, vytrvalostních závodů, štafet a smíšených štafet v sezónách 2022/2023 a 2023/2024 | Bodování závodů ve sprintu, stíhacích závodů, vytrvalostních závodů, štafet a smíšených štafet v sezónách 2022/2023 a 2023/2024 | Bodování závodů ve sprintu, stíhacích závodů, vytrvalostních závodů, štafet a smíšených štafet v sezónách 2022/2023 a 2023/2024 | Bodování závodů ve sprintu, stíhacích závodů, vytrvalostních závodů, štafet a smíšených štafet v sezónách 2022/2023 a 2023/2024 | Bodování závodů ve sprintu, stíhacích závodů, vytrvalostních závodů, štafet a smíšených štafet v sezónách 2022/2023 a 2023/2024 | Bodování závodů ve sprintu, stíhacích závodů, vytrvalostních závodů, štafet a smíšených štafet v sezónách 2022/2023 a 2023/2024 | Bodování závodů ve sprintu, stíhacích závodů, vytrvalostních závodů, štafet a smíšených štafet v sezónách 2022/2023 a 2023/2024 | Bodování závodů ve sprintu, stíhacích závodů, vytrvalostních závodů, štafet a smíšených štafet v sezónách 2022/2023 a 2023/2024 | Bodování závodů ve sprintu, stíhacích závodů, vytrvalostních závodů, štafet a smíšených štafet v sezónách 2022/2023 a 2023/2024 | Bodování závodů ve sprintu, stíhacích závodů, vytrvalostních závodů, štafet a smíšených štafet v sezónách 2022/2023 a 2023/2024 | Bodování závodů ve sprintu, stíhacích závodů, vytrvalostních závodů, štafet a smíšených štafet v sezónách 2022/2023 a 2023/2024 | Bodování závodů ve sprintu, stíhacích závodů, vytrvalostních závodů, štafet a smíšených štafet v sezónách 2022/2023 a 2023/2024 | Bodování závodů ve sprintu, stíhacích závodů, vytrvalostních závodů, štafet a smíšených štafet v sezónách 2022/2023 a 2023/2024 | Bodování závodů ve sprintu, stíhacích závodů, vytrvalostních závodů, štafet a smíšených štafet v sezónách 2022/2023 a 2023/2024 | Bodování závodů ve sprintu, stíhacích závodů, vytrvalostních závodů, štafet a smíšených štafet v sezónách 2022/2023 a 2023/2024 | Bodování závodů ve sprintu, stíhacích závodů, vytrvalostních závodů, štafet a smíšených štafet v sezónách 2022/2023 a 2023/2024 | Bodování závodů ve sprintu, stíhacích závodů, vytrvalostních závodů, štafet a smíšených štafet v sezónách 2022/2023 a 2023/2024 | Bodování závodů ve sprintu, stíhacích závodů, vytrvalostních závodů, štafet a smíšených štafet v sezónách 2022/2023 a 2023/2024 | Bodování závodů ve sprintu, stíhacích závodů, vytrvalostních závodů, štafet a smíšených štafet v sezónách 2022/2023 a 2023/2024 | Bodování závodů ve sprintu, stíhacích závodů, vytrvalostních závodů, štafet a smíšených štafet v sezónách 2022/2023 a 2023/2024 | Bodování závodů ve sprintu, stíhacích závodů, vytrvalostních závodů, štafet a smíšených štafet v sezónách 2022/2023 a 2023/2024 | Bodování závodů ve sprintu, stíhacích závodů, vytrvalostních závodů, štafet a smíšených štafet v sezónách 2022/2023 a 2023/2024 | Bodování závodů ve sprintu, stíhacích závodů, vytrvalostních závodů, štafet a smíšených štafet v sezónách 2022/2023 a 2023/2024 |
| --- | --- | --- | --- | --- | --- | --- | --- | --- | --- | --- | --- | --- | --- | --- | --- | --- | --- | --- | --- | --- | --- | --- | --- | --- | --- | --- | --- | --- | --- | --- | --- | --- | --- | --- | --- | --- | --- | --- | --- | --- |
| Pořadí | 1. | 2. | 3. | 4. | 5. | 6. | 7. | 8. | 9. | 10. | 11. | 12. | 13. | 14. | 15. | 16. | 17. | 18. | 19. | 20. | 21. | 22. | 23. | 24. | 25. | 26. | 27. | 28. | 29. | 30. | 31. | 32. | 33. | 34. | 35. | 36. | 37. | 38. | 39. | 40. |
| Body | 90 | 75 | 60 | 50 | 45 | 40 | 36 | 34 | 32 | 31 | 30 | 29 | 28 | 27 | 26 | 25 | 24 | 23 | 22 | 21 | 20 | 19 | 18 | 17 | 16 | 15 | 14 | 13 | 12 | 11 | 10 | 9 | 8 | 7 | 6 | 5 | 4 | 3 | 2 | 1 |
| Bodování závodů s hromadným startem v sezónách 2022/2023 a 2023/2024                                                            | | | | | | | | | | | | | | | | | | | | | | | | | | | | | | | | | | | | | | | | |
| Pořadí | 1. | 2. | 3. | 4. | 5. | 6. | 7. | 8. | 9. | 10. | 11. | 12. | 13. | 14. | 15. | 16. | 17. | 18. | 19. | 20. | 21. | 22. | 23. | 24. | 25. | 26. | 27. | 28. | 29. | 30. | | | | | | | | | | |
| Body | 90 | 75 | 60 | 50 | 45 | 40 | 36 | 34 | 32 | 31 | 30 | 29 | 28 | 27 | 26 | 25 | 24 | 23 | 22 | 21 | 20 | 18 | 16 | 14 | 12 | 10 | 8 | 6 | 4 | 2 | | | | | | | | | | |

## Finanční odměny
Finanční odměny za sezónu 2022/23
| Pořadí             | Za disciplínu (sprint, stíhací závod, hromadný start, vytrvalostní závod) | Štafety (muži, ženy, smíšená) | Celkové hodnocení SP (muži, ženy) | Pořadí národů (muži, ženy) |
| ------------------ | ------------------------------------------------------------------------- | ----------------------------- | --------------------------------- | -------------------------- |
| 1.                 | 15 000 €                                                                  | 4 × 6 500 €                   | 2 × 40 000 €                      | 2 × 50 000 €               |
| 2.                 | 12 000 €                                                                  | 4 × 5 000 €                   | 2 × 32 000 €                      | 2 × 45 000 €               |
| 3.                 | 9 000 €                                                                   | 4 × 4 000 €                   | 2 × 25 000 €                      | 2 × 40 000 €               |
| 4.                 | 7 000 €                                                                   | 4 × 3 000 €                   | 2 × 20 000 €                      | 2 × 35 000 €               |
| 5.                 | 6 000 €                                                                   | 4 × 2 000 €                   | 2 × 16 000 €                      | 2 × 30 000 €               |
| 6.                 | 5 000 €                                                                   | 4 × 1 500 €                   | 2 × 14 000 €                      | 2 × 25 000 €               |
| 7.                 | 4 500 €                                                                   | 4 × 1 000 €                   | 2 × 13 000 €                      | 2 × 20 000 €               |
| 8.                 | 4 000 €                                                                   | 4 × 500 €                     | 2 × 12 000 €                      | 2 × 18 000 €               |
| 9.                 | 3 500 €                                                                   |                               | 2 × 11 000 €                      | 2 × 16 000 €               |
| 10.                | 3 250 €                                                                   |                               | 2 × 10 000 €                      | 2 × 15 000 €               |
| Celkem (za sezónu) | 3 937 500 €                                                               | 1 128 000 €                   | 384 000 €                         | 588 000 €                  |

1. ↑  Vyplácí se až 200 € za 30. místo.

Vyplácí se i další odměny:
- za celkové vítězství v jednotlivých disciplínách (sprint, stíhací závod, hromadný start, vytrvalostní závod, štafety, smíšené závody) – 12 000 € za každou individuální disciplínu, 24 000 € za štafety
- za nejlepší celkové umístění závodníka do 25 let (U25) – 6 000 €
- za start se žlutým číslem (vedoucí závodník světového poháru) – 850 €
- za start s červeným číslem (vedoucí závodník disciplíny) – 850 €

Obdobné odměny se vyplácejí i za mistrovství světa, mistrovství Evropy, závody v IBU Cupu a v letním biatlonu. Celkově bylo pro sezónu 2022/2023 plánováno 8 830 000 €.

## Disciplíny

### Vytrvalostní závod (závod jednotlivců)

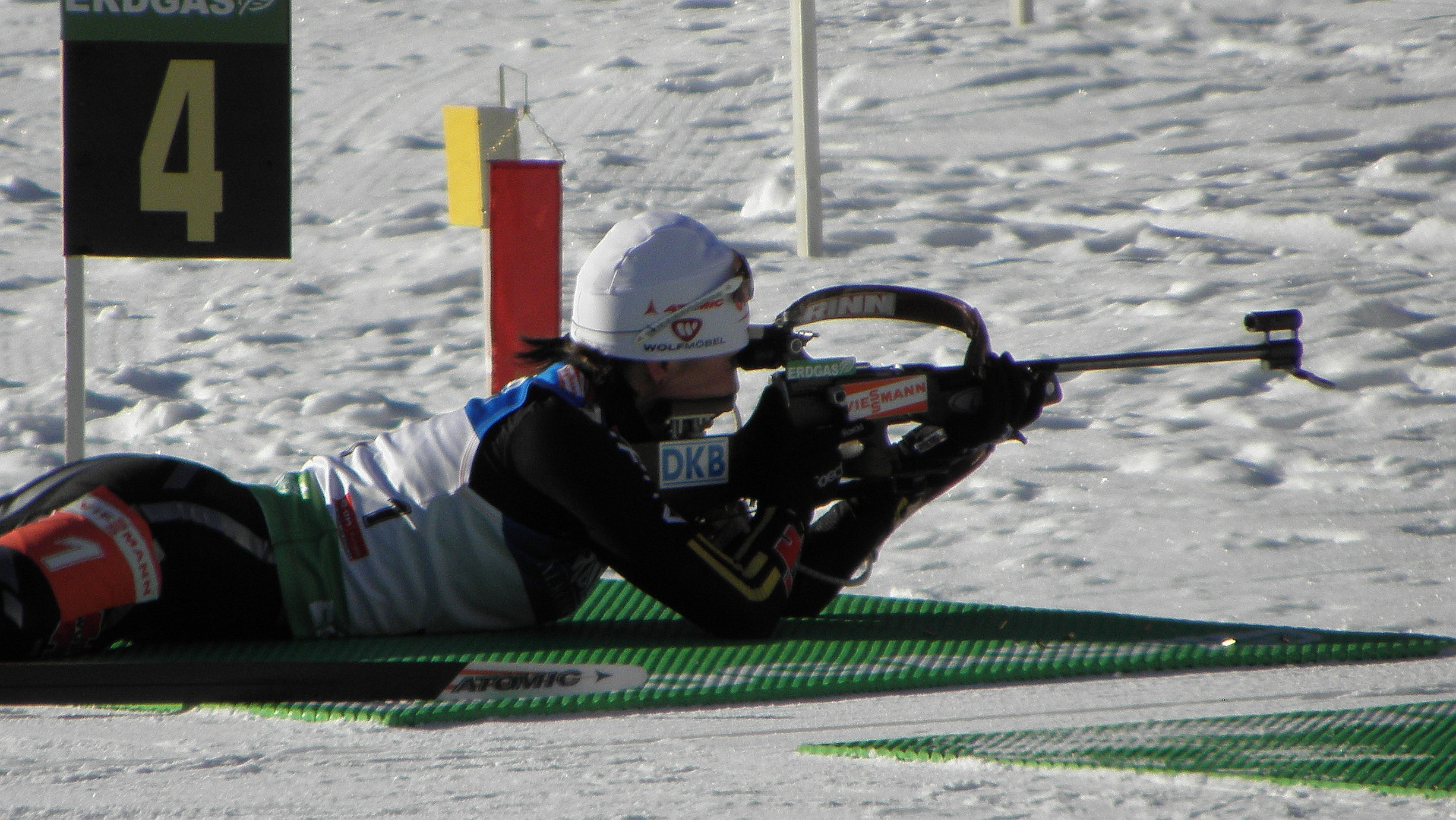
Andrea Henkelová při střelbě vleže, Antholz 2010

Šlo původně o jediný druh individuálních biatlonových závodů, a proto se – k odlišení od závodů štafet – označovaly jako individuální nebo vytrvalostní závody (slangově individuál). Až od vzniku světového poháru v roce 1978 se k nim přidaly i závody ve sprintu.
- muži při něm jedou 20 km, ženy 15 km, starty jednotlivých závodníků jsou odděleny třicetisekundovým intervalem,
- jede se celkem 5 okruhů s pořadím střelby L–S–L–S (L = vleže, S = vstoje),
- délka okruhu pro muže činí 4 km, pro ženy 3 km,
- za každou netrefenou ránu činí přirážka 1 minutu, ta je přičtena k výslednému běžeckému času.

#### Zkrácený vytrvalostní závod
Poprvé byl ve světovém poháru představen v Canmore v sezóně 2018/2019 z důvodu nízkých teplot. Od sezóny 2023/2024 jsou některé „klasické“ vytrvalostní závody zkráceny: 
- závod pro muže měří 15 km, pro ženy 12,5 km,
- za nezasažený terč se přičítá 45 vteřin.

### Sprint
- muži jedou 10 km, ženy 7,5 km, starty opět v 30 sekundových intervalech,
- celkem 3 okruhy se střelbou jedné položky L a jedné položky S (L = vleže, S = vstoje),
- za každou netrefenou ránu je nutné oběhnout jedno trestné kolo o délce 150 metrů (oproti štafetám závodník nemá k disposici náhradní náboje),
- délka okruhu pro muže je cca 3,3 km, pro ženy 2,5 km,
- výsledek závodu má přímý vliv na pořadí startu v následujícím stíhacím závodu, který se obvykle ve stejném podniku světového poháru koná.

### Stíhací závod

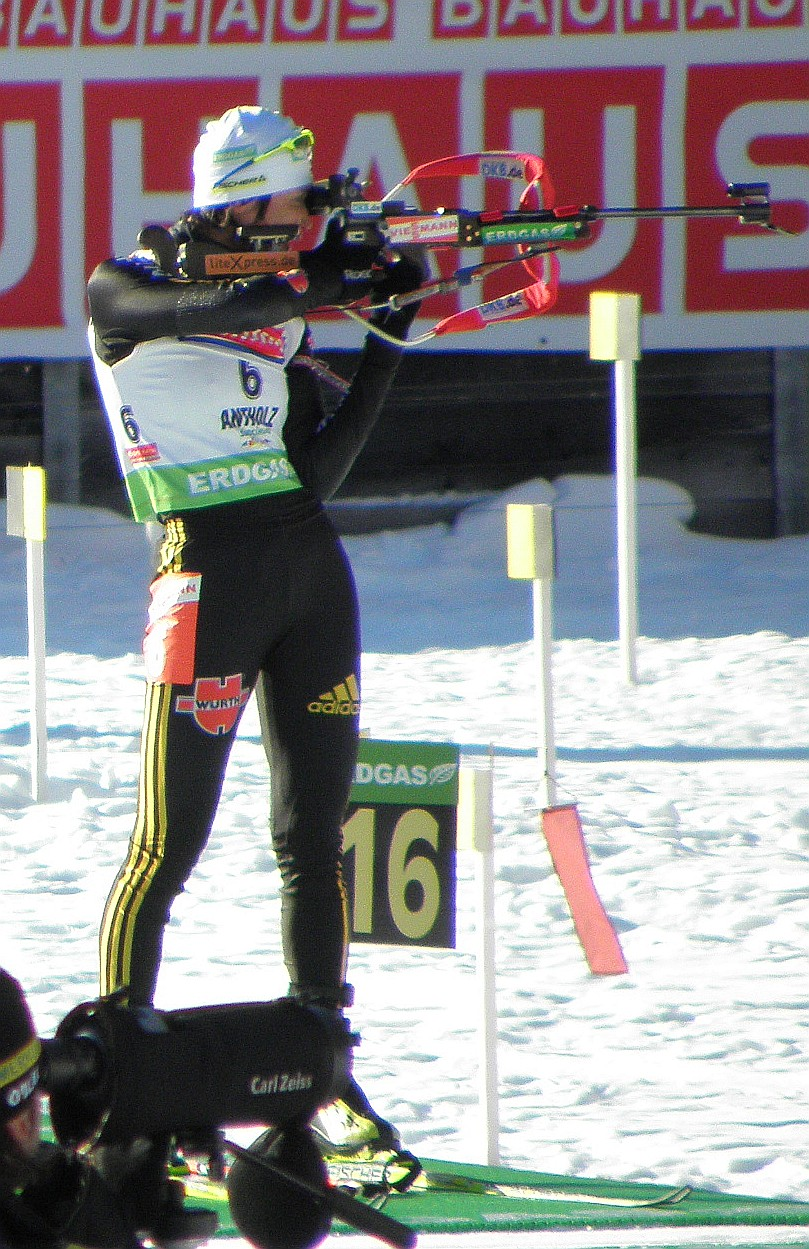
Simone Hauswaldová při střelbě vstoje, Antholz 2010

- muži jedou 12,5 km, ženy 10 km, startuje se podle tzv. Gundersenovy metody, tj. závodník vyjíždí v pořadí daném výsledkovou listinou sprintu s takovou ztrátou na prvního, jakou měl v tomto sprintu (pokud mu předchází vytrvalostní závod, počítá se poloviční ztráta),
- celkem 5 okruhů se s pořadím střelby L–L–S–S (L = vleže, S = vstoje),
- délka okruhu pro muže činí 2,5 km, pro ženy 2 km,
- za každou netrefenou ránu je nutné oběhnout jedno trestné kolo o délce 150 metrů,
- v závodě startuje 60 nejlepších závodníků ze sprintu.

### Závod s hromadným startem
- muži jedou 15 km, ženy 12,5 km; startují hromadně,
- celkem 5 okruhů s pořadím střelby L–L–S–S (L = vleže, S = vstoje),
- délka okruhu pro muže je 3 km, pro ženy 2,5 km,
- za každou netrefenou ránu je nutné oběhnout jedno trestné kolo o délce 150 metrů,
- v závodě startuje 30 závodníků: 25 nejlepších z pořadí světového poháru a dalších 5 závodníků, kteří v aktuálním podniku SP obdrželi nejvíce bodů.

### Štafeta
Od roku 1996 se jezdí také štafetové závody pro ženy nebo pro muže
- každý stát je reprezentován jednou čtyřčlennou štafetou,
- celkový úsek pro každého muže měří 7,5 km, ženy pak 6 km,
- každý jede celkem 3 okruhy se střelbou v pořadí L–S pro každého člena štafety (L = vleže, S = vstoje), délka okruhu pro muže činí 2,5 km, pro ženy 2 km,
- pokud závodník nezasáhne všech pět terčů, má k disposici 3 náhradní náboje, které musí dobíjet po jednom. Až pokud netrefí ani po dobití, musí absolvovat tolik trestných kol o délce 150 metrů, kolik nezasáhl terčů

#### Smíšená štafeta
Od roku 2005 existuje také smíšená štafeta, kterou běží dvě ženy a dva muži:
- původně startovaly závod ženy a každá jela 6km úsek, po nich přebírali štafetu muži (7,5 km),
- od roku 2019 se střídaly závody, kdy jako první startovaly ženy (v tom případě byly všechny úseky 6 km), a ty, kde nejdříve startovali muži (pak se jelo 4×7,5 km),
- od sezóny 2023 bez ohledu na to, kdo startuje první, měří všechny úseky 6 km.

### Smíšený závod dvojic
Závod byl poprvé zařazen do programu světového poháru v Novém Městě na Moravě v sezoně 2014/15, na mistrovství světa je zařazován od roku 2019
- každý stát reprezentují 2 závodníci – muž a žena; start je hromadný, první úsek zahajují ženy,
- ty obejdou dvě kola, během nichž absolvují dvě střelby (L-S /L = vleže, S = vstoje/),
- bezprostředně po druhém odjezdu ze střelnice (již neběží další kolo) předají štafetu mužům, kteří také obejdou dva okruhy a absolvují dvě střelby (L-S),
- muž předá okamžitě po druhé střelbě štafetu ženě, stejné, která závodila v prvním úseku, a ta znovu objede dva okruhy během nichž dvakrát odstřílí (L-S),
- bezprostředně poté, co podruhé odstřílí, předá štafetu muži, který běžel v druhém úseku; ten opět objede dva okruhy, absolvuje dvě střelby (L-S), ale následně objede ještě jedno kolo a zamíří do cíle,
- závodní okruh měří 1,5 km; žena ho absolvuje vždy dvakrát, tudíž pro ni celková délka trati měří 6 km. Pro muže platí stejná pravidla s tím, že po druhé střelbě posledního úseku ještě jednou objede 1,5 km dlouhý okruh; délka jeho trati tak činí 7,5 km[6],
- při každé střelbě má závodník k dispozici 3 náhradní náboje k dobíjení. Až pokud nezasáhne všechny terče ani po dobití, musí absolvovat tolik trestných kol o délce 75 metrů, kolik mu zbylo nesestřelených terčů.

## Celková klasifikace

### Muži
| Sezóna    | vítěz                        | 2. místo                   | 3. místo                         |
| --------- | ---------------------------- | -------------------------- | -------------------------------- |
| 1977/1978 | Frank Ullrich (GDR)          | Klaus Siebert (GDR)        | Eberhard Rösch (GDR)             |
| 1978/1979 | Klaus Siebert (GDR)          | Frank Ullrich (GDR)        | Vladimir Barnačov (URS)          |
| 1979/1980 | Frank Ullrich (GDR)          | Klaus Siebert (GDR)        | Eberhard Rösch (GDR)             |
| 1980/1981 | Frank Ullrich (GDR)          | Anatolij Aljabjev (URS)    | Kjell Søbak (NOR)                |
| 1981/1982 | Frank Ullrich (GDR)          | Matthias Jacob (GDR)       | Kjell Søbak (NOR)                |
| 1982/1983 | Peter Angerer (FRG)          | Eirik Kvalfoss (NOR)       | Frank Ullrich (GDR)              |
| 1983/1984 | Frank-Peter Roetsch (GDR)    | Peter Angerer (FRG)        | Eirik Kvalfoss (NOR)             |
| 1984/1985 | Frank-Peter Roetsch (GDR)    | Juri Kaškarov (URS)        | Peter Angerer (FRG)              |
| 1985/1986 | André Sehmisch (GDR)         | Peter Angerer (FRG)        | Matthias Jacob (GDR)             |
| 1986/1987 | Frank-Peter Roetsch (GDR)    | Fritz Fischer (FRG)        | Jan Matouš (TCH)                 |
| 1987/1988 | Fritz Fischer (FRG)          | Eirik Kvalfoss (NOR)       | Johann Passler (ITA)             |
| 1988/1989 | Eirik Kvalfoss (NOR)         | Alexandr Popov (URS)       | Sergej Čepikov (URS)             |
| 1989/1990 | Sergej Čepikov (URS)         | Eirik Kvalfoss (NOR)       | Valerij Medvedcev (URS)          |
| 1990/1991 | Sergej Čepikov (URS)         | Mark Kirchner (GER)        | Andreas Zingerle (ITA)           |
| 1991/1992 | Jon Åge Tyldum (NOR)         | Mikael Löfgren (SWE)       | Sylfest Glimsdal (NOR)           |
| 1992/1993 | Mikael Löfgren (SWE)         | Mark Kirchner (GER)        | Pieralberto Carrara (ITA)        |
| 1993/1994 | Patrice Bailly-Salins (FRA)  | Sven Fischer (GER)         | Frank Luck (GER)                 |
| 1994/1995 | Jon Åge Tyldum (NOR)         | Patrick Favre (ITA)        | Wilfried Pallhuber (ITA)         |
| 1995/1996 | Vladimir Dračov (RUS)        | Viktor Majgurov (RUS)      | Sven Fischer (GER)               |
| 1996/1997 | Sven Fischer (GER)           | Ole Einar Bjørndalen (NOR) | Viktor Majgurov (RUS)            |
| 1997/1998 | Ole Einar Bjørndalen (NOR)   | Ricco Groß (GER)           | Sven Fischer (GER)               |
| 1998/1999 | Sven Fischer (GER)           | Ole Einar Bjørndalen (NOR) | Frank Luck (GER)                 |
| 1999/2000 | Raphaël Poirée (FRA)         | Ole Einar Bjørndalen (NOR) | Sven Fischer (GER)               |
| 2000/2001 | Raphaël Poirée (FRA)         | Ole Einar Bjørndalen (NOR) | Frode Andresen (NOR)             |
| 2001/2002 | Raphaël Poirée (FRA)         | Pavel Rostovcev (RUS)      | Ole Einar Bjørndalen (NOR)       |
| 2002/2003 | Ole Einar Bjørndalen (NOR)   | Vladimir Dračov (BLR)      | Ricco Groß (GER)                 |
| 2003/2004 | Raphaël Poirée (FRA)         | Ole Einar Bjørndalen (NOR) | Ricco Groß (GER)                 |
| 2004/2005 | Ole Einar Bjørndalen (NOR)   | Sven Fischer (GER)         | Raphaël Poirée (FRA)             |
| 2005/2006 | Ole Einar Bjørndalen (NOR)   | Raphaël Poirée (FRA)       | Sven Fischer (GER)               |
| 2006/2007 | Michael Greis (GER)          | Ole Einar Bjørndalen (NOR) | Raphaël Poirée (FRA)             |
| 2007/2008 | Ole Einar Bjørndalen (NOR)   | Dmitrij Jarošenko (RUS)    | Emil Hegle Svendsen (NOR)        |
| 2008/2009 | Ole Einar Bjørndalen (NOR)   | Tomasz Sikora (POL)        | Emil Hegle Svendsen (NOR)        |
| 2009/2010 | Emil Hegle Svendsen (NOR)    | Christoph Sumann (AUT)     | Ivan Čerezov (RUS)               |
| 2010/2011 | Tarjei Bø (NOR)              | Emil Hegle Svendsen (NOR)  | Martin Fourcade (FRA)            |
| 2011/2012 | Martin Fourcade (FRA)        | Emil Hegle Svendsen (NOR)  | Andreas Birnbacher (GER)         |
| 2012/2013 | Martin Fourcade (FRA)        | Emil Hegle Svendsen (NOR)  | Dominik Landertinger (AUT)       |
| 2013/2014 | Martin Fourcade (FRA)        | Emil Hegle Svendsen (NOR)  | Johannes Thingnes Bø (NOR)       |
| 2014/2015 | Martin Fourcade (FRA)        | Anton Šipulin (RUS)        | Jakov Fak (SLO)                  |
| 2015/2016 | Martin Fourcade (FRA)        | Johannes Thingnes Bø (NOR) | Anton Šipulin (RUS)              |
| 2016/2017 | Martin Fourcade (FRA)        | Anton Šipulin (RUS)        | Johannes Thingnes Bø (NOR)       |
| 2017/2018 | Martin Fourcade (FRA)        | Johannes Thingnes Bø (NOR) | Anton Šipulin (RUS)              |
| 2018/2019 | Johannes Thingnes Bø (NOR)   | Alexandr Loginov (RUS)     | Quentin Fillon Maillet (FRA)     |
| 2019/2020 | Johannes Thingnes Bø (NOR)   | Martin Fourcade (FRA)      | Quentin Fillon Maillet (FRA)     |
| 2020/2021 | Johannes Thingnes Bø (NOR)   | Sturla Holm Laegreid (NOR) | Quentin Fillon Maillet (FRA)     |
| 2021/2022 | Quentin Fillon Maillet (FRA) | Sturla Holm Laegreid (NOR) | Sebastian Samuelsson (SWE)       |
| 2022/2023 | Johannes Thingnes Bø (NOR)   | Sturla Holm Laegreid (NOR) | Vetle Sjåstad Christiansen (NOR) |
| 2023/2024 | Johannes Thingnes Bø (NOR)   | Tarjei Bø (NOR)            | Johannes Dale-Skjevdal (NOR)     |
| 2024/2025 | Sturla Holm Laegreid (NOR)   | Johannes Thingnes Bø (NOR) | Éric Perrot (FRA)                |

#### Statistiky mužů

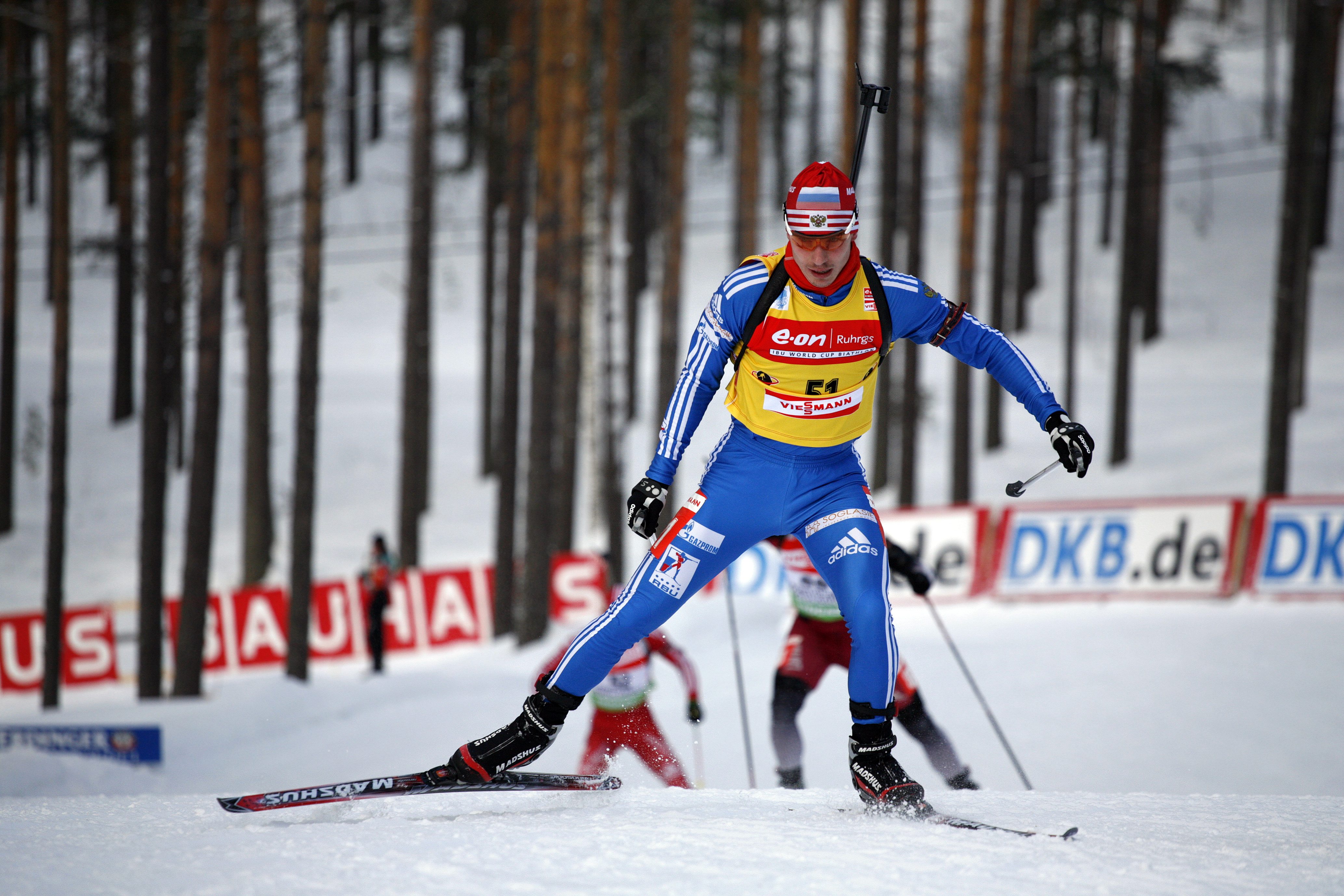
Vedoucí závodník celkové klasifikace obléká do každého závodu žlutý trikot. Jevgenij Usťugov na trati sprintu v Kontiolahti 2010

| Pořadí vítězů celkové klasifikace | Pořadí vítězů celkové klasifikace | Pořadí vítězů celkové klasifikace | Pořadí vítězů celkové klasifikace | Pořadí vítězů celkové klasifikace |
| Poř.                              | biatlonista                       | Zlatá medaile                     | Stříbrná medaile                  | Bronzová medaile                  |
| --------------------------------- | --------------------------------- | --------------------------------- | --------------------------------- | --------------------------------- |
| 1.                                | Martin Fourcade (FRA)             | 7                                 | 1                                 | 1                                 |
| 2.                                | Ole Einar Bjørndalen (NOR)        | 6                                 | 6                                 | 1                                 |
| 3.                                | Johannes Thingnes Bø (NOR)        | 5                                 | 3                                 | 2                                 |
| 4.                                | Raphaël Poirée (FRA)              | 4                                 | 1                                 | 2                                 |
| 5.                                | Frank Ullrich (GDR)               | 4                                 | 1                                 | 1                                 |
| 6.                                | Frank-Peter Roetsch (GER)         | 3                                 | 0                                 | 0                                 |
| 7.                                | Sven Fischer (GER)                | 2                                 | 2                                 | 4                                 |
| 8.                                | Sergej Čepikov (URS)              | 2                                 | 0                                 | 1                                 |
| 9.                                | Jon Åge Tyldum (NOR)              | 2                                 | 0                                 | 0                                 |
| 10.                               | Emil Hegle Svendsen (NOR)         | 1                                 | 4                                 | 2                                 |
| 11.                               | Eirik Kvalfoss (NOR)              | 1                                 | 3                                 | 2                                 |
| 12.                               | Sturla Holm Laegreid (NOR)        | 1                                 | 3                                 | 0                                 |
| 13.                               | Klaus Siebert (GDR)               | 1                                 | 2                                 | 0                                 |
| 13.                               | Peter Angerer (FRG)               | 1                                 | 2                                 | 0                                 |
| 15.                               | Fritz Fischer (FRG)               | 1                                 | 1                                 | 0                                 |
| 15.                               | Mikael Löfgren (SWE)              | 1                                 | 1                                 | 0                                 |
| 15.                               | Vladimir Dračov (BLR,RUS,SSSR)    | 1                                 | 1                                 | 0                                 |
| 15.                               | Tarjei Bø (NOR)                   | 1                                 | 1                                 | 0                                 |
| 19.                               | Quentin Fillon Maillet (FRA)      | 1                                 | 0                                 | 3                                 |
| 20.                               | Patrice Bailly-Salins (FRA)       | 1                                 | 0                                 | 0                                 |
| 20.                               | Michael Greis (GER)               | 1                                 | 0                                 | 0                                 |
| 20.                               | André Sehmisch (GDR)              | 1                                 | 0                                 | 0                                 |

### Ženy
| Sezóna    | vítězka                                        | 2. místo                          | 3. místo                            |
| --------- | ---------------------------------------------- | --------------------------------- | ----------------------------------- |
| 1982/1983 | Gry Østviková (NOR)                            | Siv Bråtenová (NOR)               | Aino Kallunkiová (FIN)              |
| 1983/1984 | Mette Mestadová (NOR)                          | Sanna Grønlidová (NOR)            | Gry Østviková (NOR)                 |
| 1984/1985 | Sanna Grønlidová (NOR)                         | Eva Korpelaová (SWE)              | Kaija Parveová (URS)                |
| 1985/1986 | Eva Korpelaová (SWE)                           | Sanna Grønlidová (NOR)            | Lise Melocheová (CAN)               |
| 1986/1987 | Eva Korpelaová (SWE)                           | Anne Elvebakková (NOR)            | Sanna Grønlidová (NOR)              |
| 1987/1988 | Anne Elvebakková (NOR)                         | Elin Kristiansenová (NOR)         | Nadežda Alexjevová (BUL)            |
| 1988/1989 | Jelena Golovinová (URS)                        | Natalia Prikazčikovová (URS)      | Světlana Davidovová (URS)           |
| 1989/1990 | Jiřina Adamičková (TCH)                        | Anne Elvebakková (NOR)            | Jelena Golovinová (URS)             |
| 1990/1991 | Světlana Davidovová (URS)                      | Myriam Bédardová (CAN)            | Anne Elvebakková (NOR)              |
| 1991/1992 | Anfisa Rezcovová (RUS)                         | Anne Briandová (FRA)              | Petra Schaafová (GER)               |
| 1992/1993 | Anfisa Rezcovová (RUS)                         | Myriam Bédardová (CAN)            | Anne Briandová (FRA)                |
| 1993/1994 | Světlana Paramjginová (BLR)                    | Nathalie Santerová (ITA)          | Anne Briandová (FRA)                |
| 1994/1995 | Anne Briandová (FRA)                           | Světlana Paramjginová (BLR)       | Uschi Dislová (GER)                 |
| 1995/1996 | Emmanuelle Claretová (FRA)                     | Uschi Dislová (GER)               | Petra Behleová (GER)                |
| 1996/1997 | Magdalena Forsbergová (SWE)                    | Uschi Dislová (GER)               | Simone Greiner-Petter-Memm (GER)    |
| 1997/1998 | Magdalena Forsbergová (SWE)                    | Uschi Dislová (GER)               | Martina Zellnerová (GER)            |
| 1998/1999 | Magdalena Forsbergová (SWE)                    | Olena Zubrilovová (UKR)           | Uschi Dislová (GER)                 |
| 1999/2000 | Magdalena Forsbergová (SWE)                    | Olena Zubrilovová (UKR)           | Corinne Niogretová (FRA)            |
| 2000/2001 | Magdalena Forsbergová (SWE)                    | Liv Grete Skjelbreidová (NOR)     | Olena Zubrilovová (UKR)             |
| 2001/2002 | Magdalena Forsbergová (SWE)                    | Liv Grete Skjelbreidová (NOR)     | Uschi Dislová (GER)                 |
| 2002/2003 | Martina Glagowová (GER)                        | Albina Achatovová (RUS)           | Sylvie Becaertová (FRA)             |
| 2003/2004 | Liv Grete Skjelbreidová (NOR)                  | Olga Pylevová (RUS)               | Sandrine Baillyová (FRA)            |
| 2004/2005 | Sandrine Baillyová (FRA)                       | Kati Wilhelmová (GER)             | Olga Pylevová (RUS)                 |
| 2005/2006 | Kati Wilhelmová (GER)                          | Anna Carin Olofssonová (SWE)      | Martina Glagowová (GER)             |
| 2006/2007 | Andrea Henkelová (GER)                         | Kati Wilhelmová (GER)             | Anna Carin Olofssonová (SWE)        |
| 2007/2008 | Magdalena Neunerová (GER)                      | Sandrine Baillyová (FRA)          | Andrea Henkelová (GER)              |
| 2008/2009 | Helena Jonssonová (SWE)                        | Kati Wilhelmová (GER)             | Tora Bergerová (NOR)                |
| 2009/2010 | Magdalena Neunerová (GER)                      | Simone Hauswaldová (GER)          | Helena Jonssonová (SWE)             |
| 2010/2011 | Kaisa Mäkäräinenová (FIN)                      | Andrea Henkelová (GER)            | Helena Ekholmová (SWE)              |
| 2011/2012 | Magdalena Neunerová (GER)                      | Darja Domračevová (BLR)           | Tora Bergerová (NOR)                |
| 2012/2013 | Tora Bergerová (NOR)                           | Darja Domračevová (BLR)           | Andrea Henkelová (GER)              |
| 2013/2014 | Kaisa Mäkäräinenová (FIN) Tora Bergerová (NOR) |                                   | Darja Domračevová (BLR)             |
| 2014/2015 | Darja Domračevová (BLR)                        | Kaisa Mäkäräinenová (FIN)         | Valentyna Semerenková (UKR)         |
| 2015/2016 | Gabriela Soukalová (CZE)                       | Marie Dorinová Habertová (FRA)    | Dorothea Wiererová (ITA)            |
| 2016/2017 | Laura Dahlmeierová (GER)                       | Gabriela Koukalová (CZE)          | Kaisa Mäkäräinenová (FIN)           |
| 2017/2018 | Kaisa Mäkäräinenová (FIN)                      | Anastasia Kuzminová (SVK)         | Darja Domračevová (BLR)             |
| 2018/2019 | Dorothea Wiererová (ITA)                       | Lisa Vittozziová (ITA)            | Anastasia Kuzminová (SVK)           |
| 2019/2020 | Dorothea Wiererová (ITA)                       | Tiril Eckhoffová (NOR)            | Denise Herrmannová (GER)            |
| 2020/2021 | Tiril Eckhoffová (NOR)                         | Marte Olsbuová Røiselandová (NOR) | Franziska Preussová (GER)           |
| 2021/2022 | Marte Olsbuová Røiselandová (NOR)              | Elvira Öbergová (SWE)             | Lisa Hauserová (AUT)                |
| 2022/2023 | Julia Simonová (FRA)                           | Dorothea Wiererová (ITA)          | Lisa Vittozziová (ITA)              |
| 2023/2024 | Lisa Vittozziová (ITA)                         | Lou Jeanmonnotová (FRA)           | Ingrid Landmark Tandrevoldová (NOR) |
| 2024/2025 | Franziska Preussová (GER)                      | Lou Jeanmonnotová (FRA)           | Julia Simonová (FRA)                |

Celkovou klasifikaci žen ovládla v sezóně 2013/14 s pětibodovým náskokem Finka Kaisa Mäkäräinenová, po diskvalifikaci ruské závodnice Olgy Zajcevové kvůli dopingu a následnému přepočtu bodů se na první dostala Bergerová, taktéž s náskokem čtyř bodů před Mäkäräinenovou. Mezinárodní biatlonová unie v prosinci 2021 rozhodla, že velký křišťálový glóbus za celkové vítězství zpětně udělí oběma závodnicím.

#### Statistiky žen

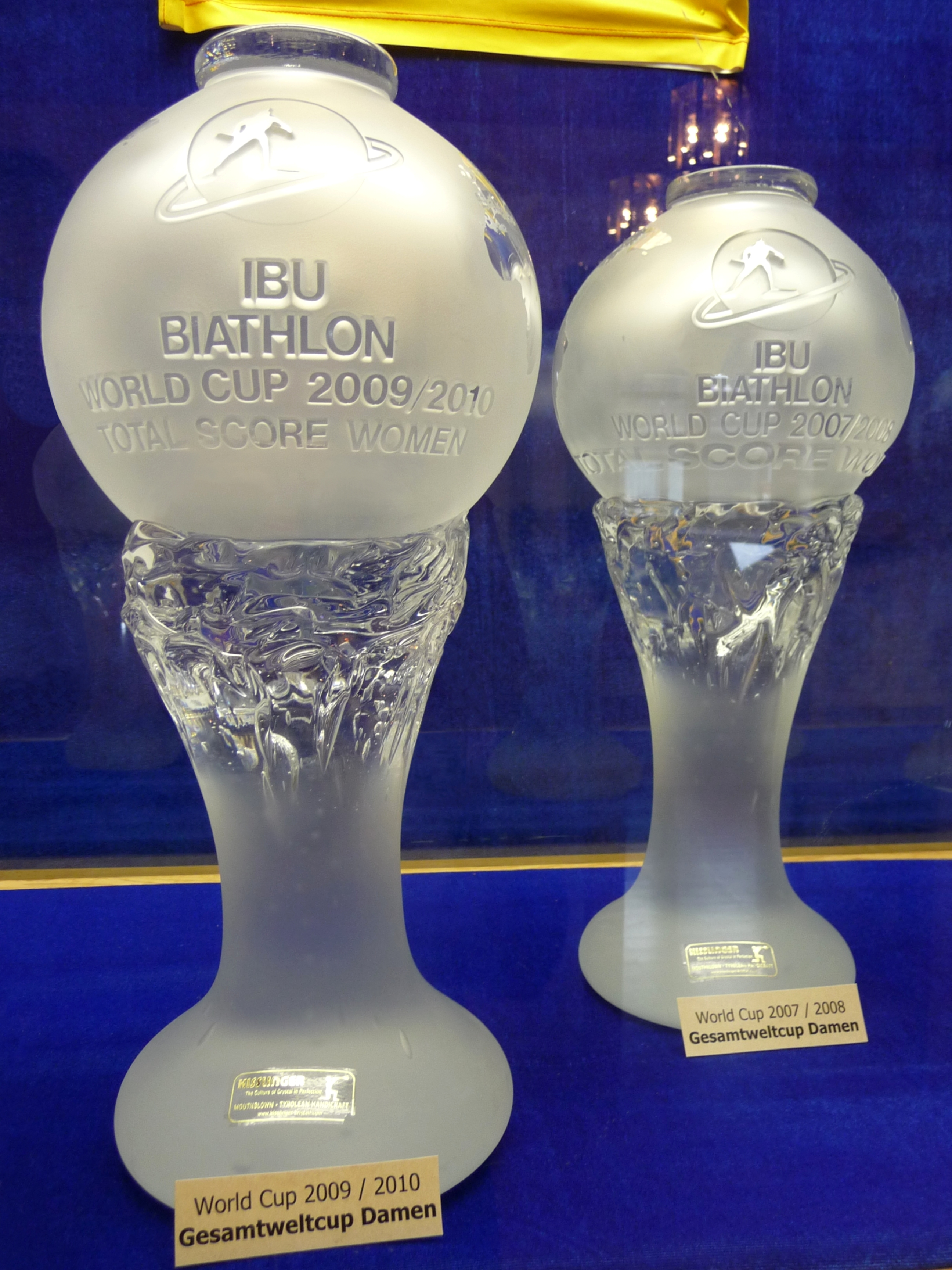
Vítěz celkové klasifikace získává „velký křišťálový glóbus“. Vítěz dílčí diciplíny „malý křišťálový glóbus“. Zobrazeny jsou dva velké glóby Magdaleny Neunerové, která vyhrála klasifikaci žen v sezónách 2007/08 a 2009/10

| Pořadí vítězek celkové klasifikace | Pořadí vítězek celkové klasifikace | Pořadí vítězek celkové klasifikace | Pořadí vítězek celkové klasifikace | Pořadí vítězek celkové klasifikace |
| Poř.                               | biatlonistka                       | Zlatá medaile                      | Stříbrná medaile                   | Bronzová medaile                   |
| ---------------------------------- | ---------------------------------- | ---------------------------------- | ---------------------------------- | ---------------------------------- |
| 1.                                 | Magdalena Forsbergová (SWE)        | 6                                  | 0                                  | 0                                  |
| 2.                                 | Kaisa Mäkäräinenová (FIN)          | 3                                  | 1                                  | 1                                  |
| 3.                                 | Magdalena Neunerová (GER)          | 3                                  | 0                                  | 0                                  |
| 4.                                 | Dorothea Wiererová (ITA)           | 2                                  | 1                                  | 1                                  |
| 5.                                 | Eva Korpelaová (SWE)               | 2                                  | 1                                  | 0                                  |
| 6.                                 | Tora Bergerová (NOR)               | 2                                  | 0                                  | 2                                  |
| 7.                                 | Anfisa Rezcovová (RUS)             | 2                                  | 0                                  | 0                                  |
| 8.                                 | Kati Wilhelmová (GER)              | 1                                  | 3                                  | 0                                  |
| 9.                                 | Darja Domračevová (BLR)            | 1                                  | 2                                  | 2                                  |
| 10.                                | Anne Elvebakková (NOR)             | 1                                  | 2                                  | 1                                  |
| 10.                                | Sanna Grønlidová (NOR)             | 1                                  | 2                                  | 1                                  |
| 11.                                | Liv Grete Skjelbreidová (NOR)      | 1                                  | 2                                  | 0                                  |
| 12.                                | Anne Briandová (FRA)               | 1                                  | 1                                  | 2                                  |
| 12.                                | Andrea Henkelová (GER)             | 1                                  | 1                                  | 2                                  |
| 14.                                | Sandrine Baillyová (FRA)           | 1                                  | 1                                  | 1                                  |
| 14.                                | Lisa Vittozziová (ITA)             | 1                                  | 1                                  | 1                                  |
| 16.                                | Světlana Paramyginová (BLR)        | 1                                  | 1                                  | 0                                  |
| 16.                                | Gabriela Soukalová (CZE)           | 1                                  | 1                                  | 0                                  |
| 16.                                | Tiril Eckhoffová (NOR)             | 1                                  | 1                                  | 0                                  |
| 16.                                | Marte Olsbuová Røiselandová (NOR)  | 1                                  | 1                                  | 0                                  |
| 20.                                | Helena Ekholmová (SWE)             | 1                                  | 0                                  | 2                                  |
| 21.                                | Světlana Davidovová (URS)          | 1                                  | 0                                  | 1                                  |
| 21.                                | Martina Glagowová (GER)            | 1                                  | 0                                  | 1                                  |
| 21.                                | Jelena Golovinová (URS)            | 1                                  | 0                                  | 1                                  |
| 21.                                | Gry Østviková (NOR)                | 1                                  | 0                                  | 1                                  |
| 21.                                | Franziska Preussová (GER)          | 1                                  | 0                                  | 1                                  |
| 24.                                | Jiřina Adamičková (TCH)            | 1                                  | 0                                  | 0                                  |
| 24.                                | Emmanuelle Claretová (FRA)         | 1                                  | 0                                  | 0                                  |
| 24.                                | Mette Mestadová (NOR)              | 1                                  | 0                                  | 0                                  |
| 24.                                | Laura Dahlmeierová (GER)           | 1                                  | 0                                  | 0                                  |
| 24.                                | Julia Simonová (FRA)               | 1                                  | 0                                  | 0                                  |

## Biatlonisté podle individuálních výher
Tabulka uvádí biatlonisty s deseti a více výhrami v individuálních závodech započítávaných do hodnocení světového poháru. Do tabulky jsou teda započítávány výsledky z olympijských her pouze z let 1998, 2002, 2006 a 2010, naopak výsledky od Zimních olympijských her 2014 a dalších se do světového poháru nezapočítávají. Výsledky z mistrovství světa z let 1984–1989, 1991, 1993 a od roku 2023 nejsou započítávány.

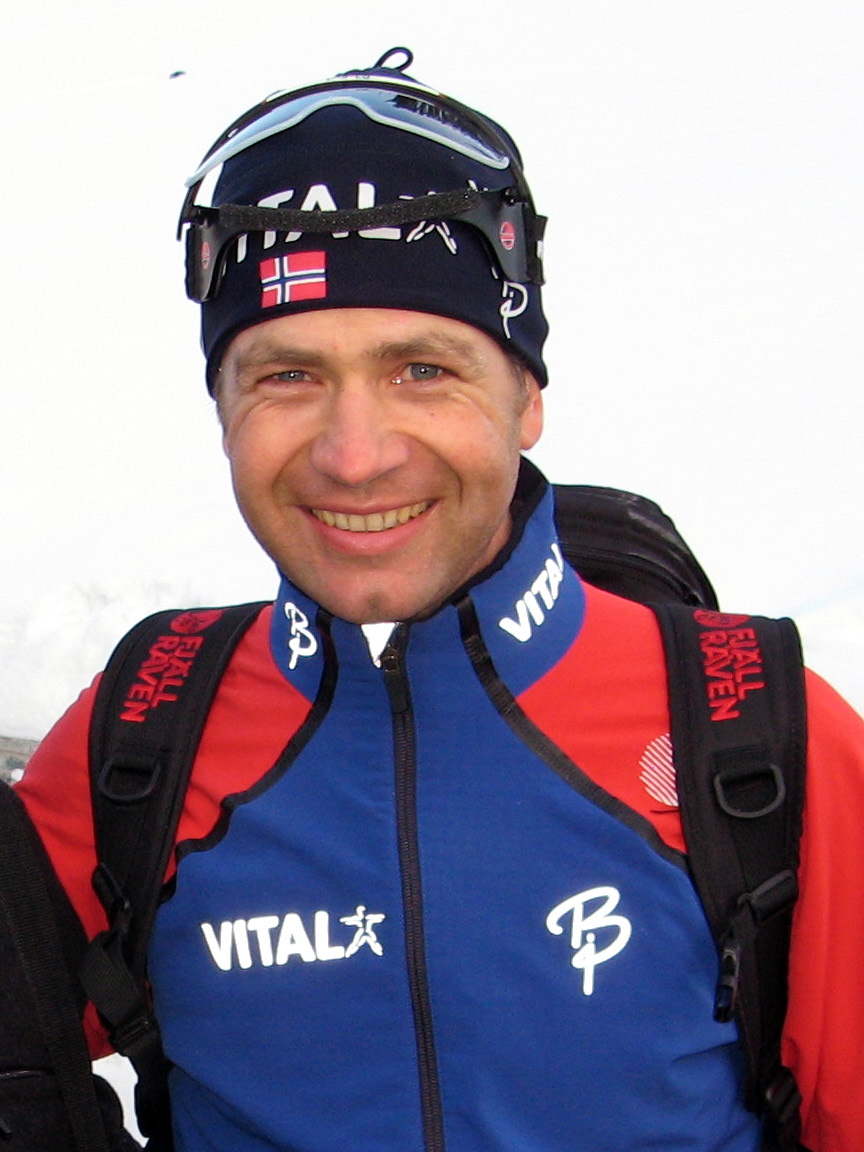
Nor Ole Einar Bjørndalen je držitelem rekordních 95 výher

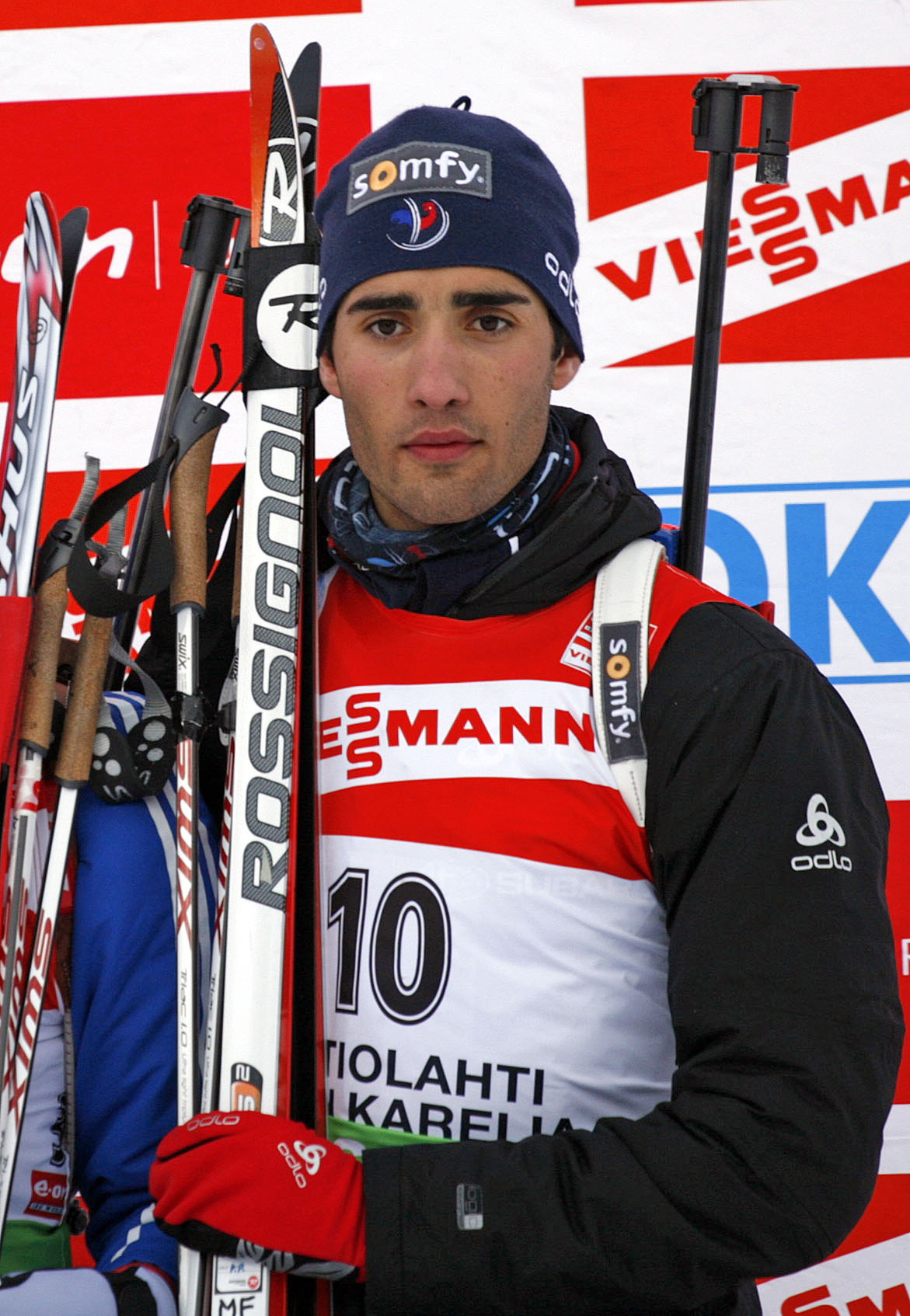
Francouz Martin Fourcade ovládl 78 závodů

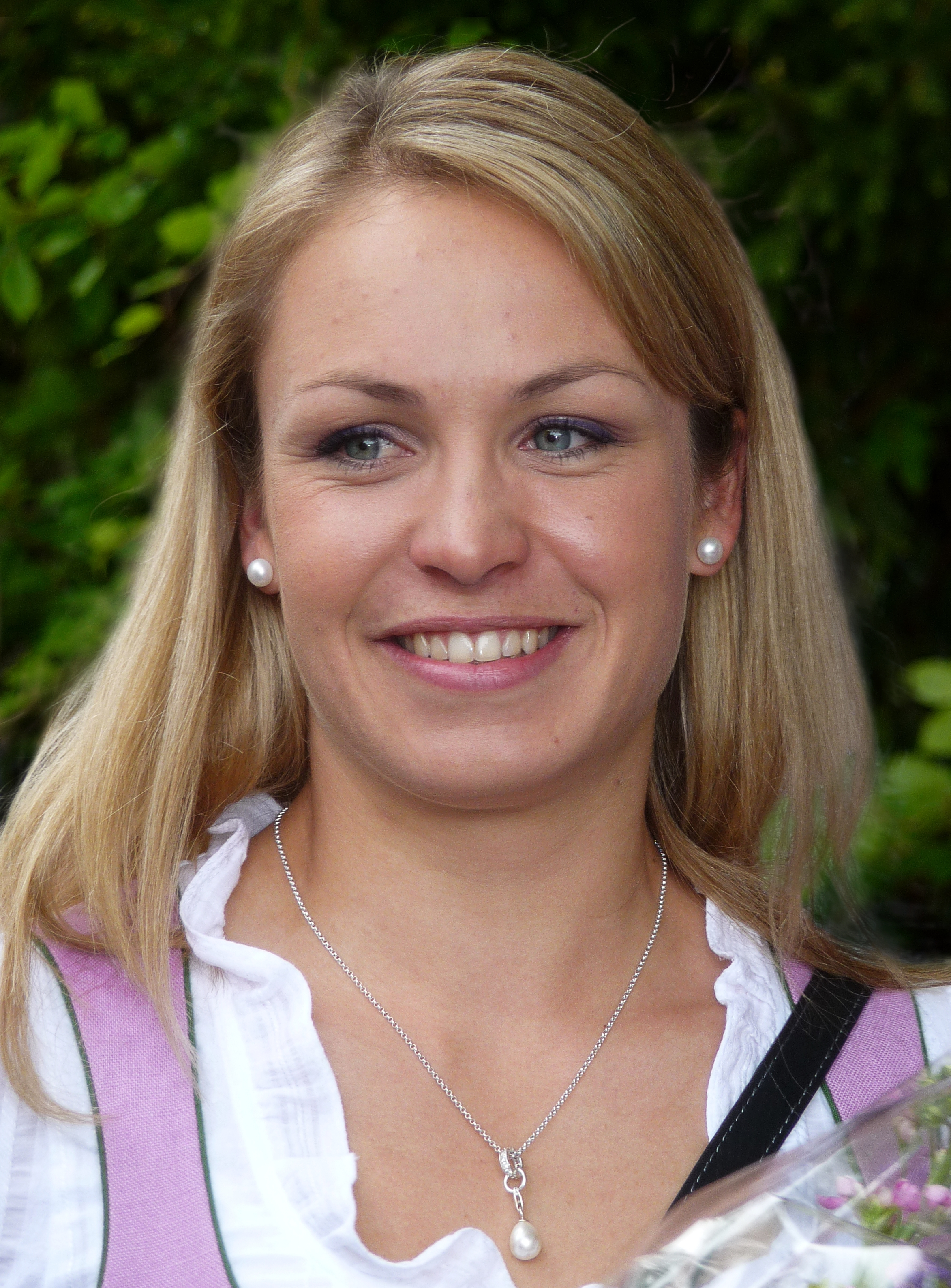
Němka Magdalena Neunerová vyhrála 34 závodů

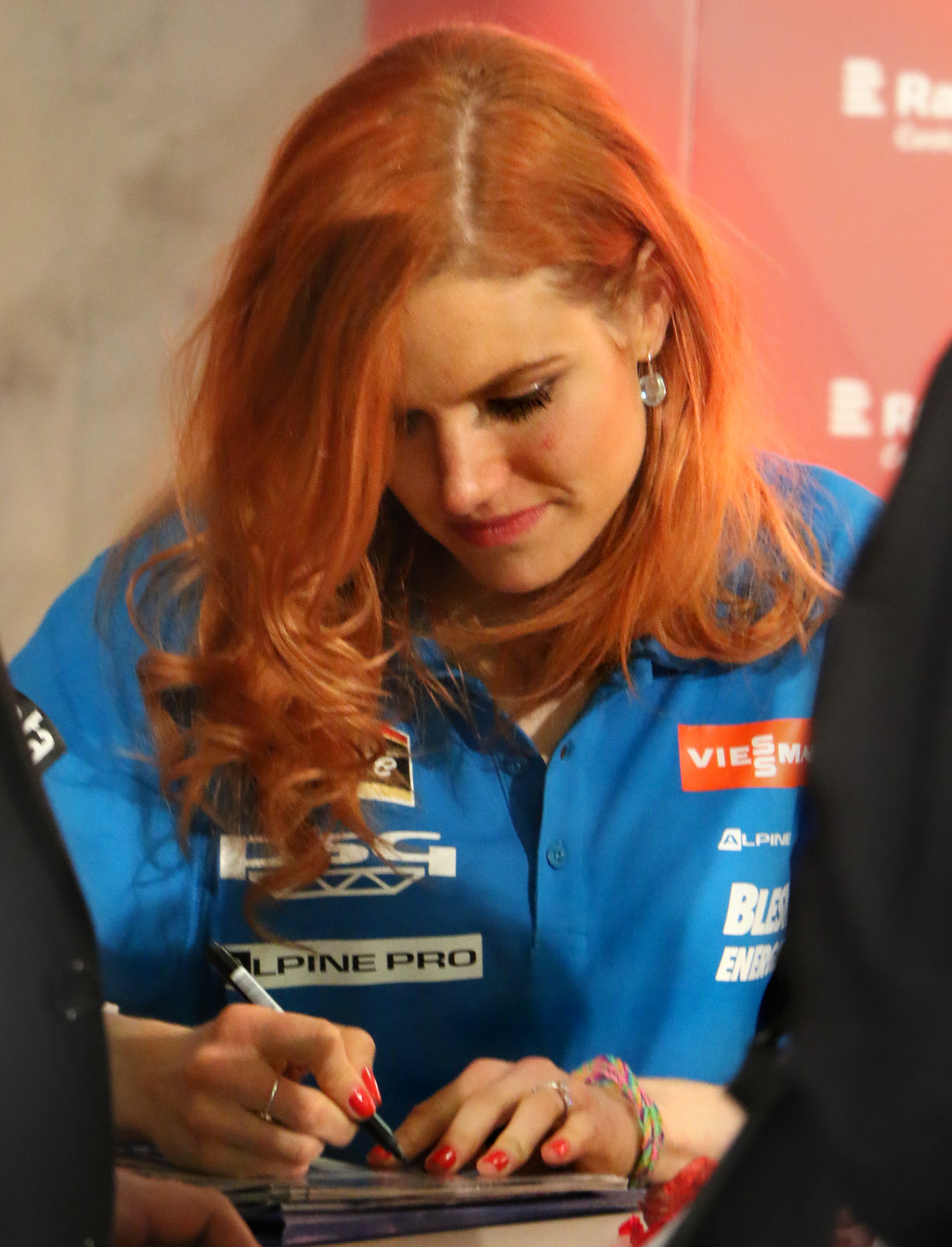
Češka Gabriela Soukalová zvítězila v 17 závodech

| Muži s 10+ výhrami                                          | Muži s 10+ výhrami     | Muži s 10+ výhrami | Muži s 10+ výhrami |
| Místo                                                       | Biatlonista            | Výher              |                    |
| ----------------------------------------------------------- | ---------------------- | ------------------ | ------------------ |
| 1.                                                          | Ole Einar Bjørndalen   | 94                 |                    |
| 2.                                                          | Johannes Thingnes Bø   | 80                 |                    |
| 3.                                                          | Martin Fourcade        | 79                 |                    |
| 4.                                                          | Raphaël Poirée         | 44                 |                    |
| 5.                                                          | Emil Hegle Svendsen    | 37                 |                    |
| 6.                                                          | Sven Fischer           | 33                 |                    |
| 7.                                                          | Frank Ullrich          | 16                 |                    |
| 8.                                                          | / Vladimir Dračov      | 15                 |                    |
| 8.                                                          | Frode Andresen         | 15                 |                    |
| 8.                                                          | Quentin Fillon Maillet | 15                 |                    |
| 8.                                                          | Tarjei Bø              | 15                 |                    |
| 8.                                                          | Sturla Holm Laegreid   | 15                 |                    |
| 13.                                                         | Eirik Kvalfoss         | 12                 |                    |
| 13.                                                         | Simon Schempp          | 12                 |                    |
| 15.                                                         | Anton Šipulin          | 11                 |                    |
| 15.                                                         | / Frank Luck           | 11                 |                    |
| 15.                                                         | Michael Greis          | 11                 |                    |
| 18.                                                         | / Frank-Peter Roetsch  | 10                 |                    |
| 18.                                                         | Peter Angerer          | 10                 |                    |
| 18.                                                         | Arnd Peiffer           | 10                 |                    |
| aktualizováno k 26. březnu 2025 tučné – aktivní biatlonista |                        |                    |                    |

| Ženy s 10+ výhrami                                           | Ženy s 10+ výhrami              | Ženy s 10+ výhrami | Ženy s 10+ výhrami |
| Místo                                                        | Biatlonistka                    | Výher              |                    |
| ------------------------------------------------------------ | ------------------------------- | ------------------ | ------------------ |
| 1.                                                           | Magdalena Forsbergová           | 42                 |                    |
| 2.                                                           | Magdalena Neunerová             | 34                 |                    |
| 3.                                                           | Darja Domračevová               | 31                 |                    |
| 4.                                                           | Uschi Dislová                   | 30                 |                    |
| 5.                                                           | Tiril Eckhoffová                | 29                 |                    |
| 6.                                                           | Tora Bergerová                  | 28                 |                    |
| 7.                                                           | Kaisa Mäkäräinenová             | 27                 |                    |
| 8.                                                           | Liv Grete Skjelbreidová         | 22                 |                    |
| 8.                                                           | Andrea Henkelová                | 22                 |                    |
| 10.                                                          | / Olena Zubrilovová             | 21                 |                    |
| 10.                                                          | Kati Wilhelmová                 | 21                 |                    |
| 12.                                                          | Sandrine Baillyová              | 20                 |                    |
| 12.                                                          | Laura Dahlmeierová              | 20                 |                    |
| 14.                                                          | Gabriela Soukalová              | 17                 |                    |
| 14.                                                          | Marte Olsbuová Røiselandová     | 17                 |                    |
| 16.                                                          | Anastasia Kuzminová             | 16                 |                    |
| 16.                                                          | Dorothea Wiererová              | 16                 |                    |
| 18.                                                          | Martina Becková                 | 15                 |                    |
| 19.                                                          | Helena Ekholmová                | 13                 |                    |
| 19.                                                          | Olga Zajcevová                  | 13                 |                    |
| 21.                                                          | Anna Carin Olofssonová-Zideková | 12                 |                    |
| 21.                                                          | Lou Jeanmonnotová               | 12                 |                    |
| 23.                                                          | Denise Herrmannová-Wicková      | 11                 |                    |
| 23.                                                          | Julia Simonová                  | 11                 |                    |
| 25.                                                          | / Anfisa Rezcovová              | 10                 |                    |
| 25.                                                          | Olga Medvedcevová               | 10                 |                    |
| 25.                                                          | Justine Braisazová-Bouchetová   | 10                 |                    |
| 25.                                                          | Elvira Öbergová                 | 10                 |                    |
| aktualizováno k 22. březnu 2025 tučné – aktivní biatlonistka |                                 |                    |                    |